# Barbara Zápolya

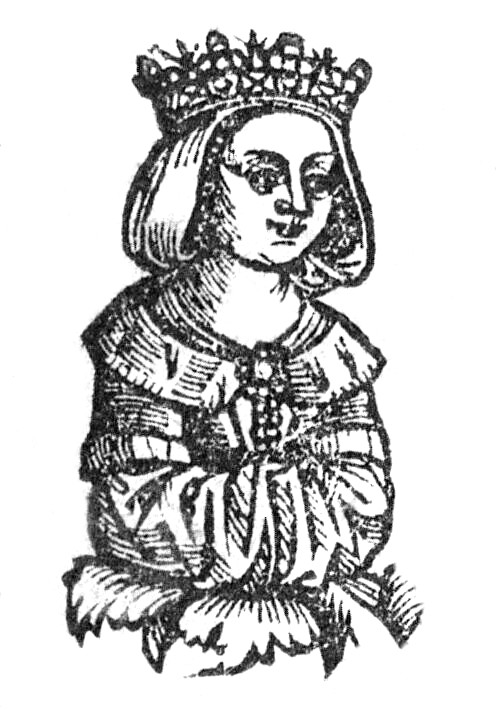
Barbara Zápolya

Das Adelswappen derer von Zápolya und der Königin Barbara

Barbara Zápolya (* 1495; † 2. Oktober 1515 in Krakau) war ab 1512 durch Heirat Königin von Polen und Großfürstin von Litauen. Sie entstammte dem ungarischen Adelsgeschlecht der Zápolya.

## Leben
Barbaras Eltern waren der ungarische Wojewoden Stephan Zápolya und Hedwig von Teschen (1469–1521), Tochter des Herzogs Przemislaus II. (1420–1477).
Am 28. Februar 1512 heiratete sie in Krakau den polnischen König Sigismund I. und wurde in der Wawel-Kathedrale zur Königin von Polen und Großfürstin von Litauen gekrönt.
Im Mai 1513 gebar Barbara in Posen ihre erste Tochter, Hedwig, die 1535 mit Kurfürst Joachim II. von Brandenburg verheiratet wurde.
Barbara lebte die meiste Zeit alleine in Vilnius, da sich ihr Gemahl, als Großfürst von Litauen, die meiste Zeit (1512–1522) im Krieg gegen das Großfürstentum Moskau befand. Im Jahr 1515 gebar sie die Tochter Anna, die jedoch bald nach der Geburt starb. Barbara starb am 2. Oktober 1515 an den Folgen der Geburt.
Königin Barbara wurde in der Wawel-Kathedrale zu Krakau beigesetzt.